# Ishida Mitsunari
Ishida Mitsunari (石田 三成 (Thạch Điền Tam Thành) Ishida Mitsunari, 21 tháng 1 năm 1559 - 6 tháng 11 năm 1600) là một daimyo đồng thời là một nhà chỉ huy quân sự của Nhật Bản thời kỳ Azuchi-Momoyama. Ông từng là thuộc hạ của Oda Nobunaga, Toyotomi Hideyoshi và Toyotomi Hideyori. Trong chính quyền Toyotomi, Ishida giữ chức lãnh đạo quan tòa.
Hồi còn nhỏ, ông tên là Sakichi (佐吉). Ông sinh phía nam tỉnh Omi và là con thứ hai của Ishida Masatsugu là người hầu cận cho dòng họ Azai, gia đình Ishida đã không còn phục vụ khi dòng họ Azai bại trận vào năm 1573. Theo truyền thuyết, ông là một thầy tu trước khi gặp Toyotomi, nhưng tính xác thực vẫn là một hoài nghi từ thời kì Edo cho tới nay.
Ishida gặp Toyotomi khi ông còn trẻ và sau khi Toyotomi trở thành lãnh chúa Nagahama. Khi Toyotomi tham chiến trong chiến dịch vùng Chugoku, Mitsunari đã giúp chủ nhân của mình tấn công thành Tottori và thành Takamatsu (hiện nay là Okayama). Sau khi Toyotomi có được quyền lực, Ishida được biết đến với tài quản lý tài chính bởi ông là người hiểu biết và có kĩ năng tính toán. Trong những năm 1585, ông được cử trông nom vùng Sakai cùng anh của ông là Ishida Masazuki. Ông còn được bổ nhiệm là một trong năm bugyo hoặc được bổ nhiệm những chức vụ quan trọng trong chính quyền Toyotomi. Toyotomi cho ông làm daimyo của Sawayama thuộc tỉnh Omi, lãnh 500.000 koku/năm. Sawayama được biết đến như một thành trì vững chắc nhất thời kì đó.
Sau cái chết của Toyotomi Hideyoshi, ông đã chiến đấu chống lại quân của Tokugawa Ieyasu để lên nắm quyền lực thay cho Hideyoshi Hashiba. Ông lãnh đạo binh lính ở phía tây và trở thành nỗi ám ảnh ở Sekigahara nhưng cuối cùng bị đánh bại và chặt đầu.
Ishida có ba người con trai (Shigeie, Shigenari, Sakichi) và ba con gái (chỉ biết được con gái út là Tatsuko).

## Trong các loại hình nghệ thuật
- Tiểu thuyết Shōgun của James Clavell dựa trên xung đột giữa Ishida (trong tiểu thuyết gọi là Ishido) và Tokugawa (Tonaraga) liên quan tới con trai của Taiko (Hideyoshi Toyotomi).
- Mitsunari cũng xuất hiện với vai trò một nhân vật chính của game Kessen của Koei. Ông là một trong ba tướng quân chỉ huy trong quân đội Toyotomi đối đầu với Tokugawa Ieyasu. Việc ông thắng hay bại trong trận Sekigahara phụ thuộc vào của người chơi.
- Mitsunari cũng là một nhân vật chơi được trong game Samurai Warriors 2 của Koei. Ông sử dụng quạt gấp, là người kiêu căng và rất hay đưa ra những nhận xét ác ý trong game. Ông cũng được mô tả là bạn của Sanada Yukimura và Naoe Kanetsugu. Kết thúc cốt truyện của ông, ông đã nhận rằng mình đã sửa đổi thói kiêu căng nhờ ảnh hưởng của những người bạn. Trong kết thúc cốt truyện của Sakon Shima, ông kết bạn với ông ta. Trong kết thúc cốt truyện của Kanetsugu Naoe, ông đã bại trận Sekigahara và sau đó bị bắt rồi xử tử, giống với cái chết thật sự của ông.
- Mitsunari cũng xuất hiện trong Warriors Orochi, một sự kết hợp giữa dòng Samurai Warriors và dòng Dynasty Warriors. Trong game này, ông thuộc quân độiOrochi, dưới sự chỉ huy của Đát Kỷ (Da ji)nhưng sau đó kết bạn với Tào Phi(Cao pi) sau khi chứng kiến Ông tha cho Tôn Sách (Sun ce) trốn thoát trong trận chiến và từ đó hỗ trợ Tào Phi trong cốt truyện của quân Ngụy (Wei).
- Mitsunari là nhân vật phản diện trong game Age of Empires III: The Asian Dynasties. Trong chiến dịch của quân Nhật, người chơi phải giết ông để thống nhất Nhật Bản
- Trong anime Bleach, nhân vật Uryū Ishida xây dựng dựa trên Mitsunari.
- Mitsunari đóng vai trò một trong những nhân vật phản diện chính trong game Onimusa: Dawn of Dreams của Capcom, và xuất hiện trong đoạn phim mở màn trong cảnh chiến đấu với Nankobo Tenkai sử dụng quạt gấp. Hình tượng trong Samurai Warriors 2 có thể là dựa trên game này.
- Mitsunari được xác nhận là nhân vật chính trong game DS của Koei Saihai no Yukue
- Mitsunari là nhân vật trong game Ikemen Sengoku
- Mitsunari còn là một nhân vật khá quan trọng trong đội hình tộc Oda của game Đại Chiến Samurai của VNG